# ミヤコ蝶々
ミヤコ 蝶々（ミヤコ ちょうちょう、女性、1920年〈大正9年〉7月6日 - 2000年〈平成12年〉10月12日）は、日本の女優、漫才師、コメディエンヌ。本名は日向 鈴子（ひゅうが すずこ）。
東京都中央区日本橋小伝馬町生まれ、兵庫県神戸市出身。
長らく上方漫才・喜劇界をリードし、関西を代表するコメディエンヌであった。

## 生涯・来歴
東京府東京市日本橋区小伝馬町（現・東京都中央区日本橋小伝馬町）に生まれたが、鈴子が生まれて間もなく両親が離婚し、1924年（大正13年）に父親と兵庫県神戸市へ移住して父親はデパートで家具の販売をしながら神戸・元町で小さな家具屋を営んだ。父は芸事が好きで、新内節を唄ったり寄席芸人を招いては宴を楽しんでいた。
1927年（昭和2年）、父親は家具屋をたたみ、思いつきで芝居一座を結成し、娘の鈴子を座長とした。九州の炭坑町の小さな劇場で安来節を唄い、初舞台を踏む。その後、様々な芸（漫才、喜劇、女剣舞、バレエ、三味線など）を身に付ける。
1942年（昭和17年）に吉本興業に入り一座を解散し、三遊亭柳枝と結婚した。終戦後は柳枝劇団を旗揚げするが、柳枝の浮気が元で離婚した。初代ミスワカナの死後、一時期二代目ワカナを名乗る。
1947年に弟子だった鈴夫（本名・吉村朝治、のちの南都雄二）と再婚（事実婚だったという）し、JR美章園駅近く（大阪市東住吉区）のガード下の部屋を借り、夫婦生活を始めた。1948年（昭和23年）に「蝶々・鈴夫改め上方トンボ」として夫婦漫才コンビ結成して、三重県津市の曙座でコンビで初舞台を踏み、1949年（昭和24年）から、秋田實の誘いを受け、大阪でラジオ番組を始めた。同時に上方トンボは南都雄二と改名した。
この頃、初代ワカナと同じく当時芸能界で蔓延していたヒロポン（覚醒剤の一種）に手を出し、強度の依存症となったが、治療のため入院するなどして克服している。
1952年（昭和27年）、秋田實が主宰する「宝塚新芸座」に参加し、大阪・道頓堀の中座を拠点に活躍した。民間ラジオ放送草創期の人気番組『漫才学校』『夫婦善哉』（いずれもABCラジオ）の司会などで知名度を高めた。特に1955年（昭和30年）に始まった「夫婦善哉」はラジオからテレビへと20年の長きにわたって続く長寿番組となった。
雄二とは「おしどり夫婦」とされていたが、内情は雄二の浮気癖で早くから家庭内は不毛であったと言い、1958年（昭和33年）の離婚後も数年は公にせず、「夫婦善哉」の司会など"夫婦コンビ"としての活動を続けたが、週刊誌等で話題になってきたことなどもあり、「夫婦善哉」の番組内で離婚していたことを告白した。
雄二とは公私共に付き合いは続き、1972年（昭和47年）に雄二が糖尿病を悪化させ入院し、翌1973年（昭和48年）に亡くなるまで、一切の面倒を見たのは蝶々だった（雄二が、蝶々と別れた後に結婚した女性と離婚していたことや、ほかに面倒を看る人がいなかったため）。
1974年（昭和49年）に道頓堀の中座で1か月公演を実施、脚本・主演・演出の3役をこなし、好評を得たことから、その後25年間定期公演を続けた。一方でタレントとしても『2時のワイドショー』での辛口コメントなどで健在ぶりを発揮していた。
1971年に第8回放送批評家賞（ギャラクシー賞）を受賞。1984年（昭和59年）に紫綬褒章を、1993年（平成5年）に勲四等宝冠章を受章。
腎臓に持病があり、晩年は車椅子で移動しないといけないほど体調も悪化したが、舞台に対する思いは強く積極的に舞台に上がった。その様子は『NHKスペシャル』でも取り上げられ話題となった。
最後の舞台は1999年（平成11年）10月15日の『じゅんさいはん』(中座)への特別ゲスト出演で、自身のホームグラウンドと称していた中座の閉館を惜しんだ。
2000年（平成12年）3月のテレビ出演が最後の公の場となり、10月12日午後1時7分に慢性腎不全で、大阪市天王寺区のNTT西日本大阪病院（現在：第二大阪警察病院）で死去、80歳没。墓所は大阪市天王寺区大善寺。
没後、地価約4億円といわれる大阪府箕面市の自宅を記念館として整備したいという義弟のひとりと売却を主張する他の親族とで約8年にわたって争いが続いていたが、土地の一部分割・売却で決着。改装を経て、2008年（平成20年）5月24日にミヤコ蝶々記念館がオープンしたが、2018年6月10日にて入館者の減少による財政困難のため閉館した。
亡くなった後も関西地方では根強い人気があり、大阪府のひったくり予防キャンペーンのCMにかつての映像が登場するなど、現在でも親しまれている。

## エピソード
- 夫の「南都雄二」という芸名の由来は、喜味こいしによると「上方トンボ」という芸名を嫌っていた雄二が、こいしの兄の夢路いとしに改名を相談し、俳優の堀雄二の「雄二」と、蝶々の「ミヤコ」に対して「南都」とした名前に改名したものである[6]。俗説で、蝶々は幼少期から舞台生活を送り、十分な教育を受けられなかったため、「蝶々・トンボ」時代までは台本に書かれた難しい漢字が読めず、夫に「何という字?」と稽古中に何度も尋ねていたことから、この光景を見た秋田實が「南都雄二」という芸名を思いついたというエピソードがある。
- 大須演芸場の支援者の一人であり、自ら独演会を開いて足立席亭を励ました。
- ドラマ『たんとんとん』で共演した森田健作の一人息子の名づけ親でもある。
- 映画『男はつらいよ』シリーズでは第2作『続・男はつらいよ』、第7作『男はつらいよ 奮闘篇』で主人公・車寅次郎の実の母・菊を演じている。
- 海原千里・万里（特に千里（後に上沼恵美子）を高く評価していた。1987年にリニューアルされた夫婦善哉も新司会者に上沼が起用されている。

## 出演

### テレビドラマ
- ちんどん屋の天使（1958年）（OTV→ABC）
- 素浪人 月影兵庫 第2シリーズ 第76話「母よあなたはケチだった」（1968年）（NET）
- 銭形平次（フジテレビ）
  - 第133話「ご寮はん」（1968年）
  - 第229話「負けるな母ちゃん」（1970年）
- 素浪人 花山大吉 第15話「女よあなたは強かった」（1969年）（NET）
- 連続テレビ小説（NHK総合）
  - 信子とおばあちゃん（1969年）
  - 鮎のうた（1979年）
  - 虹を織る（1980年）
  - 心はいつもラムネ色（1984年）※ナレーション
- だいこんの花（1970年、NET）
- たんとんとん（1971年、TBS）日産火曜劇場・木下恵介アワー
- こんな男でよかったら（1973年、よみうりテレビ） - お福 役
- 座頭市物語 第20話「女親分と狼たち」（1975年、フジテレビ）：狩場のお蝶 役
- 太陽にほえろ!（日本テレビ） - 田口良の叔母 役
  - 第168話「ぼんぼん刑事登場!」（1975年）
  - 第169話「グローブをはめろ!」（1975年）
- 破れ奉行（1977年、テレビ朝日）：おとよ 役
- あすなろの詩（1978年、日本テレビ）
- 極楽家族（1978年、NHK総合）
- 平岩弓枝ドラマシリーズ・女たちの海峡（1981年、フジテレビ）
- 遠山の金さん 第1シリーズ（テレビ朝日/東映） 
  - 第23話「浪花の母! 巾着切おえん」（1982年）
  - 第137話「魔の館・悪女を泣かせた浪花の母!」（1985年）
- 大奥 第21話「赤ちゃん騒動記」（1983年、関西テレビ）：おとよ 役
- 土曜ワイド劇場（いずれも朝日放送制作分）
  - 十三階の女（1983年）
  - 尼僧、ストリッパー殺人事件（1984年）
- 木曜ゴールデンドラマ（よみうりテレビ）
  - 女・おんなの意地!（1984年）
  - うすずみ桜（1985年）
  - 狐とたぬき（1986年）
  - 初婚・再婚・二人三脚（1986年）
  - 家族の肖像（1987年）
  - 泣きもせず、ン!（1988年）
- 銀河テレビ小説（NHK総合）
  - おとんぼ（1987年）
- RUN（1993年、TBS）
- ドラマ新銀河（NHK総合）
  - 青空にちんどん（1994年）：花丸サキ 役

### バラエティ番組・その他
- 蝶々・談志のあまから家族（日本テレビ）※立川談志と共演。だが談志が1976年1月に沖縄開発政務次官辞職事件をきっかけに番組から降ろされ、その後は徳光和夫（当時局アナ）→千昌夫→福留功男（当時局アナ）→湯原昌幸が引き継ぎ、湯原時代はタイトルも『蝶々のあまから家族』と改題した。
- あっぱれ蝶助
- 蝶々のすまんだ人生（朝日放送）
- スチャラカ社員（朝日放送）
- 2時のワイドショー（よみうりテレビ）
- 蝶々・たけしの21世紀まで待てない!!（よみうりテレビ）
- ザ・ワイド（日本テレビ・よみうりテレビ）
- NHK紅白歌合戦（NHK総合・ラジオ第1）
  - 第30回（1979年12月31日）：審査員
  - 第43回（1993年12月31日）：審査員

### ラジオドラマ
- 海暮色（1977年10月15日、NHKラジオ第1）：はる 役

### 映画
- 漫才長屋は大騒ぎ（1956年、宝塚映画）
- 漫才長屋に春が来た（1956年、宝塚映画）
- 漫才提灯（1956年、大映京都）
- 漫才学校シリーズ（1956年、松竹京都）
  - 爆笑八人組
  - ガヤガヤホテル
  - ゴリラ大暴れ
- 上方演芸シリーズ（1957年、東映京都）
- 青空娘（1957年、大映） - 八重 役
- 喧嘩も楽し(1958年、東宝配給、宝塚映画作品)
  - 夢月夜騒動記
  - 底抜け捕物帖
- 野良猫（1958年 東宝配給、宝塚映画作品）
- 喜劇 にっぽんのお婆あちゃん（1962年、M・I・Iプロ）※今井正監督
- しとやかな獣（1962年、大映） - マダムゆき 役
- 続 新悪名（1962年、大映） - お政 役
- 青い目の花嫁はん（1964年、松竹京都）
- 日本侠客伝 （1964年、東映） - おしま役 ※マキノ雅弘監督
- 愛と死をみつめて（1964年、日活）
- 蝶々雄二の夫婦善哉（1965年、東映京都）
- 「エロ事師たち」より 人類学入門（1966年、日活）
- スチャラカ社員（1966年、松竹京都）
- 喜劇　団体列車  (1967年、東映)
- 尼寺㊙物語（1968年、東映）
- 吹けば飛ぶよな男だが（1968年、松竹大船）※山田洋次監督
- 初恋宣言（1968年、松竹大船）
- 続・男はつらいよ（1969年、松竹大船）
- 喜劇 婚前旅行（1969年、松竹大船）
- 喜劇 逆転旅行（1969年、松竹大船）
- 喜劇 よさこい旅行（1969年、松竹大船）
- ボクは五才（1970年、大映）
- 喜劇 縁結び旅行（1970年、松竹大船）
- 喜劇 満願旅行（1970年、松竹大船）
- 喜劇 体験旅行（1970年、松竹大船）
- 男はつらいよ 奮闘篇（1971年、松竹大船）
- 喜劇 男の子守唄（1972年、松竹大船）
- 喜劇 泥棒大家族 天下を盗る（1972年、東宝）
- 喜劇 快感旅行（1972年、松竹大船）
- 恋は放課後（1973年）
- 正義だ!味方だ!全員集合!!（1975年、松竹）
- 喜劇・大誘拐（1976年、松竹大船）
- 復讐するは我にあり（1979年、松竹大船）※今村昌平監督
- ブルージーンズ メモリー（1981年、東宝）
- 飛鳥へ、そしてまだ見ぬ子へ（1982年、東宝）
- 喜劇・家族同盟（1983年、松竹大船）
- おはん（1984年、東宝）※市川崑監督
- おれは男だ! 完結篇（1987年、松竹大船）
- 大阪物語（1999年、吉本興業、関西テレビ放送ほか）※市川準監督
- ホーホケキョ となりの山田くん（1999年、スタジオジブリ）：キクチババ 役（声の出演）※高畑勲監督

### CM
- チョーヤ梅酒（1970年代）
- シャープ ロングランカラー（1975年）
- 松下電器 ブライダル用品 花嫁篇（ナレーション、1978年）[7]
- メモリアルアートの大野屋（1980年代）
- 松本引越センター（1985年）
- ACジャパン「蝶々さん、大阪を叱る」（2001年）
- 金鳥コックローチS（1980年代）
- 呉羽化学（現在：クレハ）NEWクレラップ（1990年代）
- せんねん灸（1990年代）
- NTT DoCoMo
- 名鉄百貨店 大呉座の市（1982年）

## 弟子
- 南都雄二
- 白木みのる
- ミヤコ小蝶・春風カオル
- ミヤ鈴丸（廃業）
- ミヤ花丸[8]
- ミヤ蝶太・蝶作[9]
- ミヤ蝶代・花代
- パピヨンズ：旧芸名は「ミヤ蝶美・蝶子」
- 立山オーバー
- ミヤ雀仙
- 吉野悦世
- 森川隆士

他
弟子ではないが、岸田里佳は、「蝶々新芸スクール」児童部に入会していた。

## 著書
- 『女ひとり』鶴書房、1966年5月15日。
- 『蝶々女のらくがき』海潮社 1975
- 『おもろうて、やがて哀し』〈ほるぷ自伝選集. 女性の自画像 ; 7〉、ほるぷ総連合、1980年5月1日。
  - 人間の記録 日本図書センター 2012
- 『泣き笑い放浪星』〈女の自叙伝〉、婦人画報社、1985年7月15日。
- 『蝶々のつづればなし』毎日新聞社、1986年5月30日。

## ミヤコ蝶々を演じた女優
- 中村玉緒（1967年・朝日放送　近鉄金曜劇場『女ひとり』全13回　ミヤコ蝶々の自伝『女ひとり』のテレビドラマ化。南都雄二役は長門裕之。最終回には、靴磨きの夫婦役で、ミヤコ蝶々、南都雄二も出演している）

ミヤコ蝶々の自伝「女ひとり」は、1967年、テレビドラマ化と同時に、東宝で映画化の予定であったが、撮影には至らず中断した。蝶々役は高峰秀子の予定で、『女ひとり』単行本の帯には、「東宝映画化」の文字と共に、蝶々の扮装をした高峰の写真が載っていた。
- 新珠三千代
- 藤山直美（1984年・NHK 連続テレビ小説『心はいつもラムネ色』、役名は「菜の花蝶々」）
- 戸田恵子（舞台 『なにわバタフライ』）
- 沢口靖子（舞台 『女ひとり』）
- 石田ひかり（2002年・テレビ大阪 『「ミヤコ蝶々物語」〜いちずに生きた。わろうて、泣けた〜』）
- 久本雅美（2007年・テレビ朝日 『ミヤコ蝶々ものがたり』）
- 美山加恋（2012年・東海テレビ 『鈴子の恋 ミヤコ蝶々女の一代記』 幼少期）
- 映美くらら（2012年・東海テレビ 『鈴子の恋 ミヤコ蝶々女の一代記』）

## 関連人物
- 森光子
- 石原裕次郎
- 三國連太郎
- 渥美清
- 石坂浩二
- アラン･ドロン
- 徳田虎雄
- 徳間康快